# Malve, Sagar
Malve là một làng thuộc tehsil Sagar, huyện Shimoga, bang Karnataka, Ấn Độ.